# Junta de l'aigua dels Països Baixos

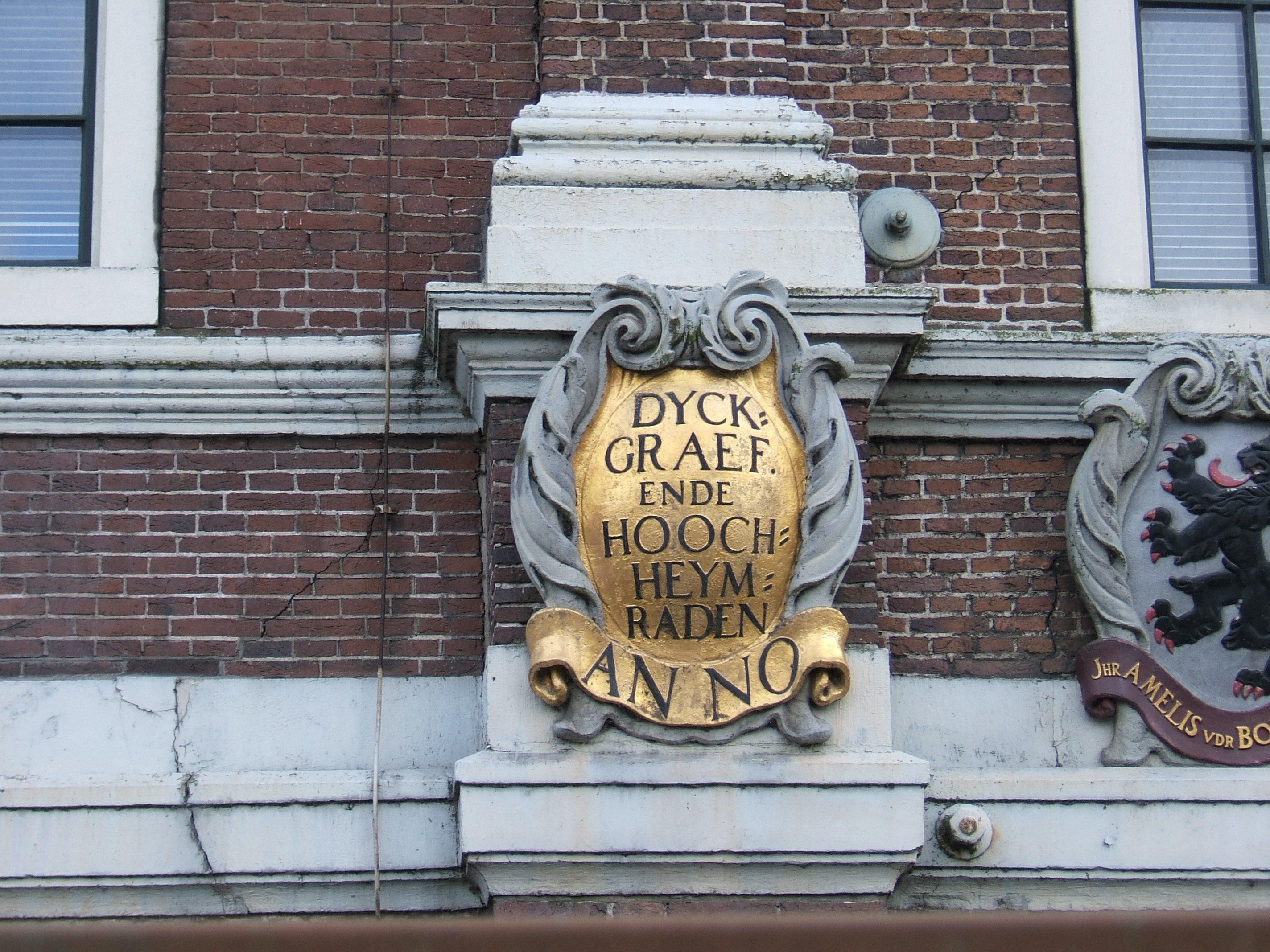
Inscripció en una pedra d'una seu d'una junta de l'aigua (gemeenlandshuis) a Halfweg.

Les juntes de l'aigua dels Països Baixos (en neerlandès, waterschappen o hoogheemraadschappen) són una administració regional que s'encarrega de gestionar les barreres d'aigua, canals, nivells d'aigua, qualitat de l'aigua i el tractament d'aigües residuals en les seves respectives regions. Aquestes autoritats regionals de l'aigua són una de les organitzacions de govern local més antigues dels Països Baixos, algunes de les quals es van crear durant el segle xiii.
Històricament, els Països Baixos ha patit inundacions a la costa o als rius, ja que un 26% de la seva àrea està al nivell del mar o sota seu i té algunes de les bifurcacions del delta del Rin-Mosa-Escalda. Per això, el control de l'aigua és una prioritat nacional als Països Baixos, en tenir uns dos terços del país susceptibles d'inundacions i tenir una de les àrees més poblades de la Terra. Les dunes de sorra natural i les construccions humanes com dics, preses i comportes hidràuliques defensen el territori de les marors ciclòniques. Els dics dels rius eviten la inundació de la terra pels rius Rin i Mosa, mentre que un complex sistema de rases de drenatge, canals i estacions de bombaments (històricament els molins de vent) mantenen les àrees baixes seques per a l'habitatge i l'agricultura. Les juntes de l'aigua són un organisme independent local que s'encarrega d'administrar aquest sistema.
La Unie van Waterschappen (literalment, unió de juntes de l'aigua) promou els interessos de les juntes de l'aigua neerlandeses a nivell nacional i internacional. Totes les 21 juntes de l'aigua en són membres. La Unie van Waterschappen actua col·laborativament amb altres cossos o institucions per aconseguir els seus objectius. És membre de la European Union of Water Management Associations (EUWMA).

## Història

### Orígens

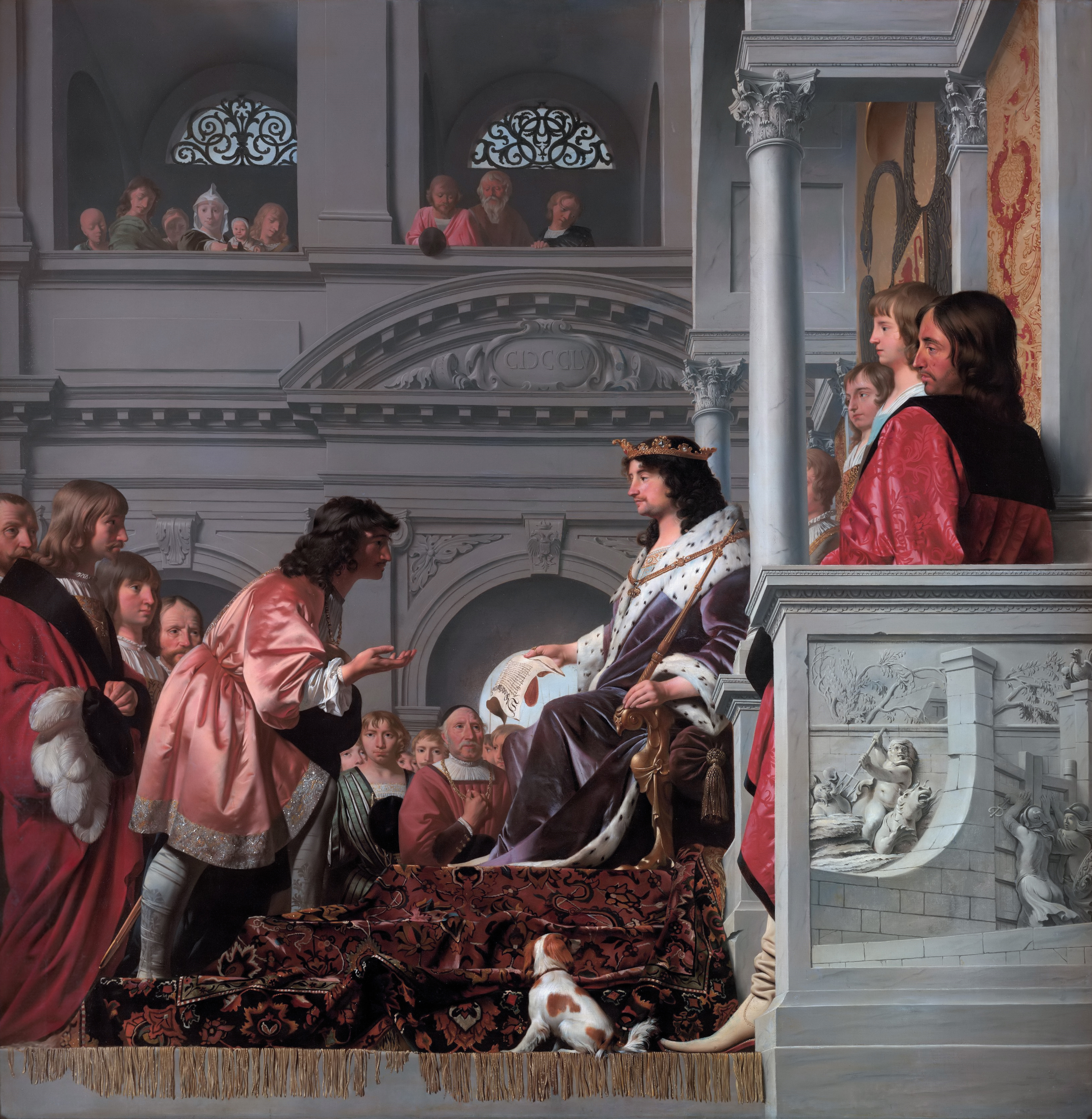
Pintura del 1654 de Cesar van Everdingen i Pieter Post, que mostra Guillem II d'Holanda donant privilegis el 1255 al dijkgraaf i hoogheemraden d'Spaarndam, l'organització que acabaria evolucionant a la Hoogheemraadschap van Rijnland.

Els primers dics i estructures de control de l'aigua es van construir per aquells que adequaven les terres drenades per a l'agricultura, bàsicament pagesos. Quan les estructures van augmentar la seva complexitat i van ser més cares, es van formar consells de persones que tenien un interès comú en controlar els nivells de l'aigua de la seva terra. Les primeres juntes de l'aigua es van formar durant el segle xiii. Sovint, controlaven una petita àrea, o un únic pòlder o dic.
Quan aquestes juntes van millorar la seva organització, els comtes d'Holanda van començar a emetre cartes constitutives a les juntes. També se'ls va donar dret a tenir els seus propis estatuts. El fet de l'amenaça de perdre la vida feia que la comunicació entre les autoritats i els residents que mantenien la infraestructura havia de ser ràpida i concisa. L'amenaça d'inundacions en un domini (heerlijkheid) es controlava millor per les autoritats locals, i per això els primers presidents de les juntes de l'aigua eren de la noblesa local.
Les juntes de l'aigua locals es van crear per mantenir la integritat de la defensa de l'aigua al voltant dels pòlders locals, per mantenir canals en pòlders i per controlar diversos nivells d'aigua a dins i a fora dels pòlders locals. El mandat d'aquestes juntes de l'aigua (que bàsicament s'ha mantingut inalterable) era el de mantenir els dics, les dunes i els canals (i també les carreteres en alguns municipis), el control del nivell de l'aigua i la qualitat de tota l'aigua de la superfície (també d'imposar càstigs als contaminants). Les juntes de l'aigua originals tenien una organització, poder i àrea que controlaven molt diversa. Les diferències sovint foren creades per diferents circumstàncies, des del fet d'haver de defensar un dic marítim d'una maror o bé per mantenir el nivell de l'aigua en un pòlder que tingui sota els seus dominis. Les hoogheemraadschappen eren responsables de protegir la terra contra el mar i per a regular els nivells de l'aigua de diversos canals i llacs des d'on l'aigua es bombava dels pòlders i waterschappen.
Els dics eren mantinguts per les persones que es beneficiaven de la seva existència: cada pagès tenia una part del dic designada per a mantenir, i els directors de la junta de l'aigua el revisaven cada tres anys. L'antiga norma wie het water deert, die het water keert ("qui perjudica l'aigua, no té aigua"), signifuca que aquells que vivien al dic havien de pagar-lo i tenir-ne cura. Aquestes persones es podien arruïnar degut a la reparació d'un dic trencat. Aquells que vivien més endins sovint rebutjaven de pagar o assistir en la cura dels dics, malgrat que n'estaven igualment afectats. Aquest sistema va provocar un manteniment caòtic i es creu que moltes de les inundacions s'haurien pogut prevenir o mitigar si els dics haguessin estat en millors condicions.
Els càstigs imposats per les juntes de l'aigua eren multes per petits delictes com llençar la brossa en un canal proper; no obstant això, segons diversos documents històrics, la pena de mort es va fer servir més d'un cop per infraccions severes que amenaçaven la seguretat del dic o la qualitat de l'aigua.

### Història recent

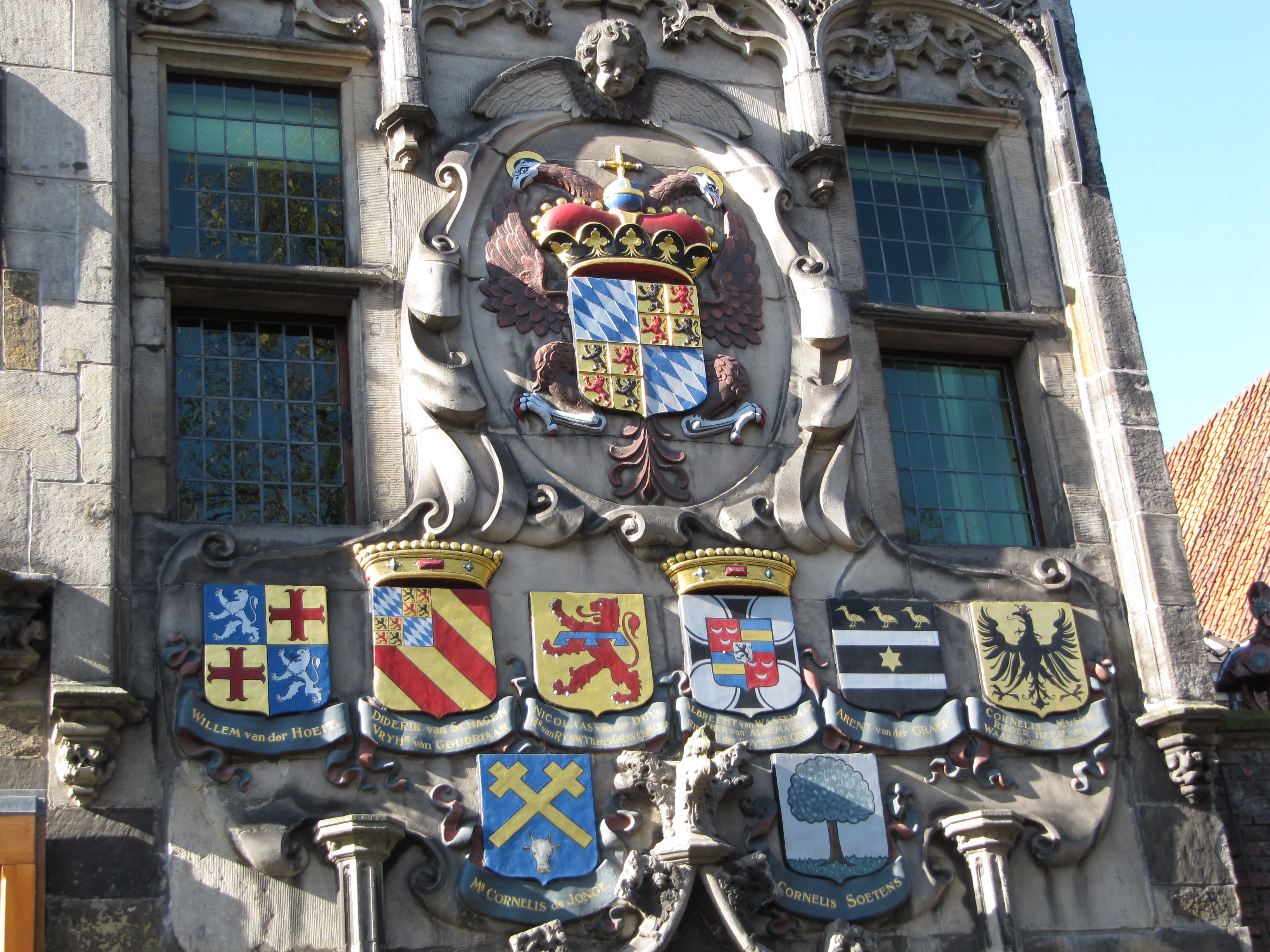
Escuts heràldics de la Hoogheemraadschap de Delfland el 1645, l'any que va comprar la casa per a celebrar-hi les seves reunions. Els escuts són a la façana de la Gemeenlandshuis de Delft.

Durant el segle xvii moltes juntes de l'aigua van establir els seus propis impostos i van administrar la seva justícia. Aquesta forma primerenca de govern local va tenir un rol en el desenvolupament del sistema polític dels Països Baixos que es va descentralitzar i va dependre de la cooperació comunal. Aquesta experiència de govern descentralitzat va ser una de les causes de la formació de la República Neerlandesa en els segles xvi i xvii.
El mandat de la directiva general de treballs públics i gestió de l'aigua (Rijkswaterstaat) es va establir el 1798 sota domini francès per a centralitzar el control de l'aigua als Països Baixos. Les juntes de l'aigua locals van rebutjar de cedir la seva autonomia, cosa que va provocar que la Rijkswaterstaat operés paral·lelament a les juntes de l'aigua. Actualment, el Rijkswaterstaat té la responsabilitat de gestionar les estructures de control de l'aigua més grans i altres infraestructures com les autopistes.
Al voltant de l'any 1850 hi havia unes 3.500 juntes de l'aigua al país. A poc a poc, aquestes juntes es van anar fusionant amb d'altres amb interessos comuns (i de vegades, oposats). Això va fer que l'any 2011 el nombre s'hagués reduït fins a 25.
Les tasques de les juntes de l'aigua bàsicament no s'han alterat. En tenir una història que data de l'edat mitjana, són l'administració governamental i les institucions democràtiques més antigues dels Països Baixos. Les juntes de l'aigua neerlandeses tenen el seu propi escut d'armes, que recorda la seva importància en la història neerlandesa. Els edificis històrics que solien allotjar les juntes d'aigua (gemeenlandshuis o waterschaphuis), que es poden trobar al cor de molts pobles neerlandesos, són un altre dels seus llegats.

## Competències

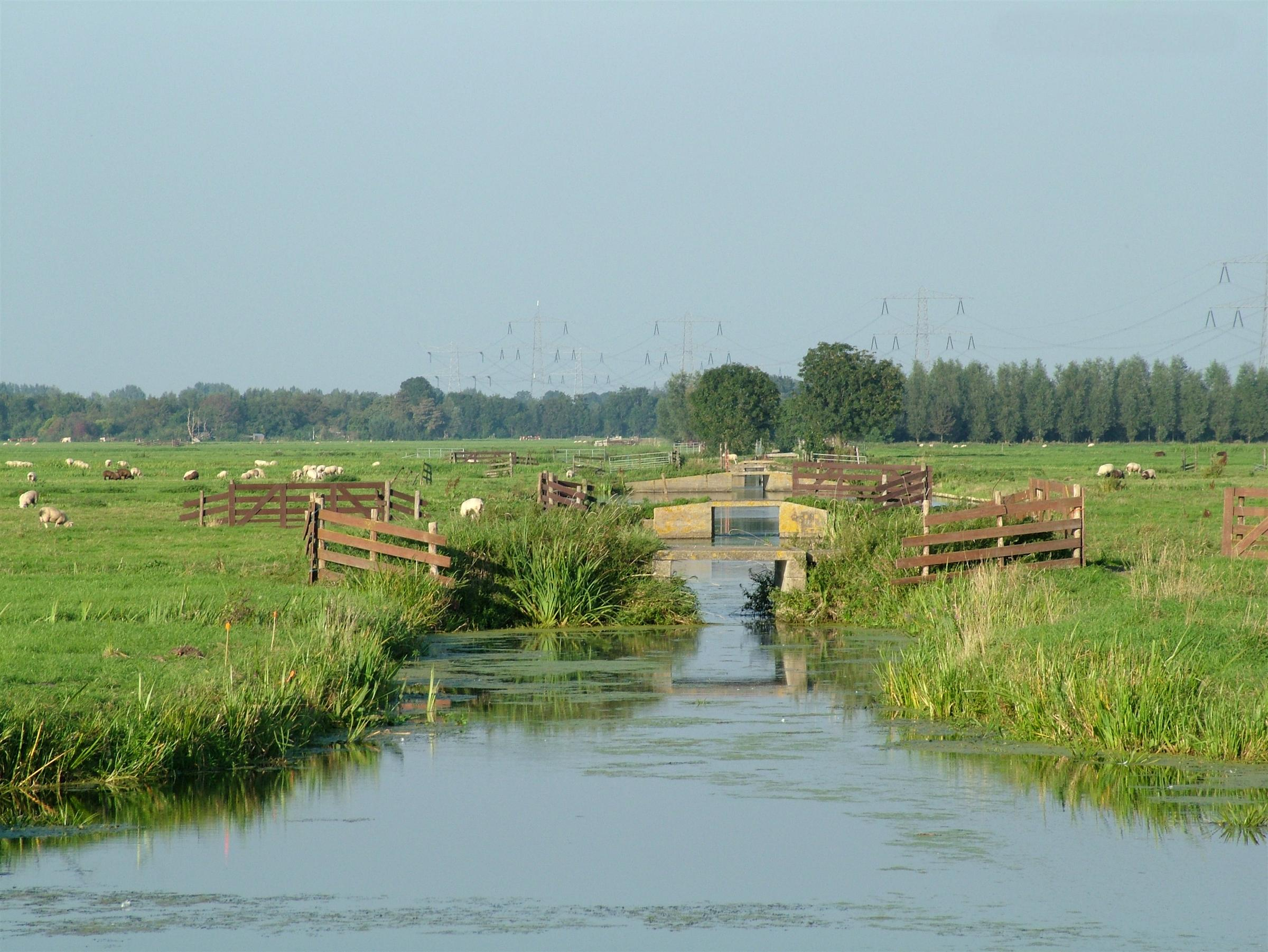
Paisatge d'un pòlder a 't Beijersche, al sud-est de Gouda

Les juntes de l'aigua actuen independentment del govern nacional per a gestionar la lluita contra l'aigua als Països Baixos. Les juntes de l'aigua gestionen els seus propis impostos, però ja no tenen poder de penalitzar els infractors. Per a controlar la qualitat de l'aigua de la superfície (canals, llacs, basses i fluxos), les juntes de l'aigua realitzen tasques diverses: creació de polítiques, planificació i execució de projectes, expedició de permisos (com per exemple, per a abocaments d'aigües residuals) i tractament de residus i derivats. Els municipis que pertanyen a l'àrea geogràfica coberta per una junta de l'aigua són responsables de recollir les aigües residuals dels habitatges i les indústries, però les juntes transporten i tracten els residus.

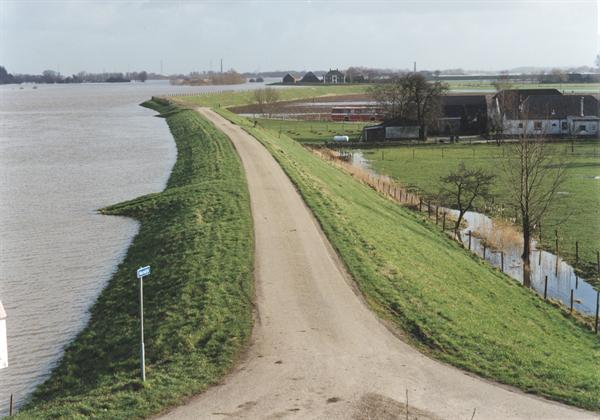
Un dic al llarg del Nederrijn entre Kesteren i Opheusden. Aquesta foto del 1995 es va fer quan els nivells de l'aigua dels rius era molt alt: vegeu la part dreta del dic.

En el seu territori, la junta de l'aigua és responsable de:
- la gestió i el manteniment de barreres contra l'aigua: dunes, dics i molls;
- la gestió i el manteniment de canals;
- el manteniment d'un nivell d'aigua adequat en pòlders i canals;
- el manteniment de la qualitat de l'aigua de superfície amb el tractament d'aigües residuals.

Les juntes de l'aigua neerlandeses no són responsables de proporcionar aigua als habitants i per això no són considerades servei públic.
A més dels impostos establerts per les juntes de l'aigua, el govern central contribueix a les seves finances amb el pagament de la construcció i el manteniment de les principals barreres d'aigua i canals. Els costos del tractament d'aigües residuals és finançat per un impost a la contaminació de l'aigua que es basa en el principi que el contaminador paga.

## Llista de juntes de l'aigua

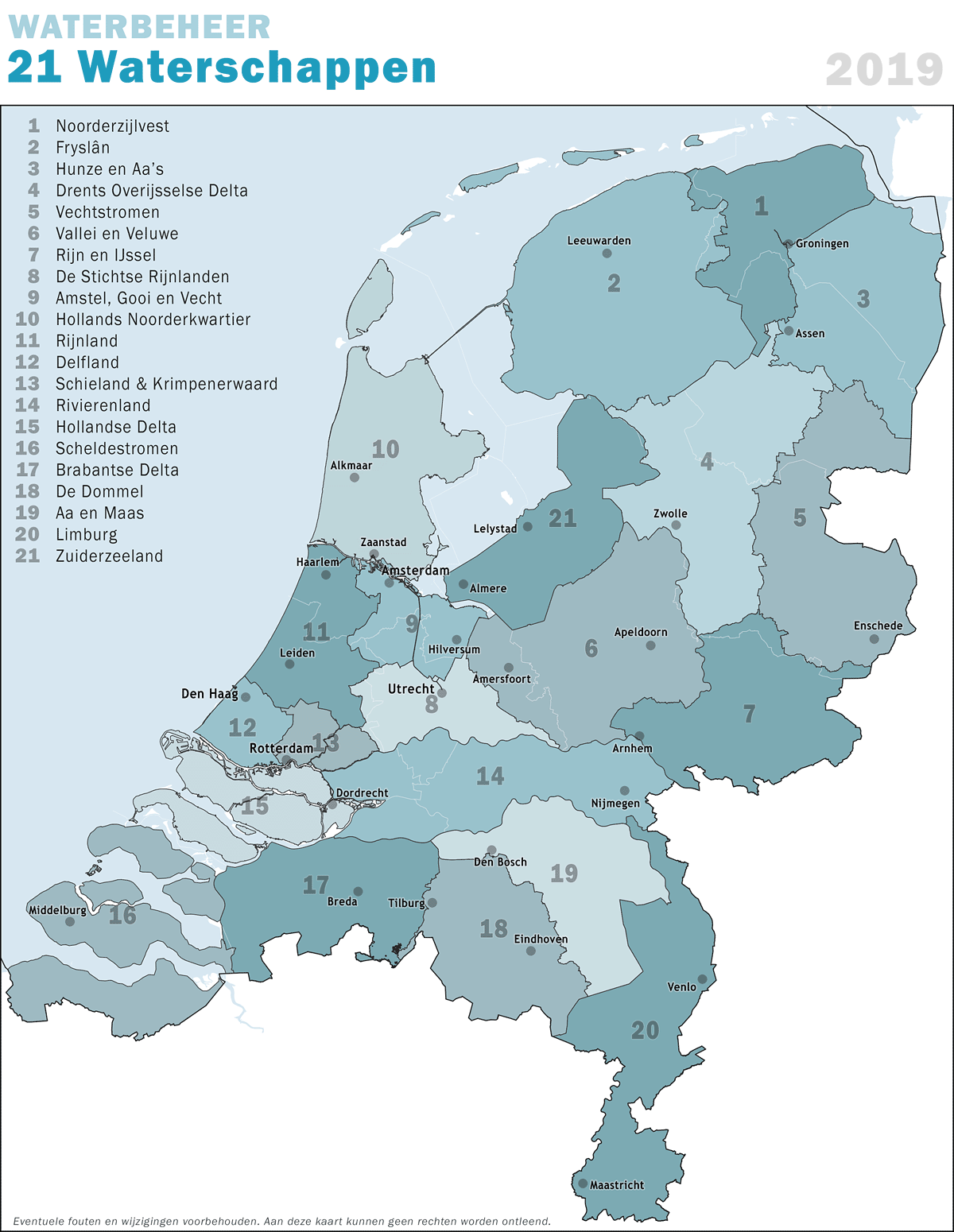
Les 21 juntes de l'aigua dels Països Baixos el 2019.

Normalment, el territori d'una junta de l'aigua és conformat per un o més pòlders o estació de drenatge. El territori d'una junta de l'aigua normalment cobreix més d'un municipi i pot incloure àrees en dues o més províncies. El 2018, hi havia 21 juntes de l'aigua als Països Baixos.

1. Waterschap Noorderzijlvest (Groningen, Frísia i Drenthe)
2. Wetterskip Fryslân (Frísia i Groningen)
3. Waterschap Hunze en Aa's (Groningen i Drenthe)
4. Waterschap Drents Overijsselse Delta (Drenthe i Overijssel)
5. Waterschap Vechtstromen (Drenthe i Overijssel)
6. Waterschap Vallei en Veluwe (Utrecht i Gelderland)
7. Waterschap Rijn en IJssel (Gelderland)
8. Hoogheemraadschap De Stichtse Rijnlanden (Utrecht i Holanda del Sud)
9. Hoogheemraadschap Amstel, Gooi en Vecht (Holanda del Nord i Utrecht)
10. Hoogheemraadschap Hollands Noorderkwartier (Holanda del Nord)
11. Hoogheemraadschap van Rijnland (Holanda del Sud i Holanda del Nord)
12. Hoogheemraadschap van Delfland (Holanda del Sud)
13. Hoogheemraadschap van Schieland en de Krimpenerwaard (Holanda del Sud)
14. Waterschap Rivierenland (Holanda del Sud, Gelderland i Brabant del Nord)
15. Waterschap Hollandse Delta (Holanda del Sud)
16. Waterschap Scheldestromen (Zelanda)
17. Waterschap Brabantse Delta (Brabant del Nord)
18. Waterschap De Dommel (Brabant del Nord)
19. Waterschap Aa en Maas (Brabant del Nord)
20. Waterschap Limburg (Limburg)
21. Waterschap Zuiderzeeland (Flevoland)

## Eleccions
Qualsevol persona de 18 anys o més que estigui registrada en un municipi als Països Baixos pot votar en les eleccions a les juntes de l'aigua, que se celebren cada quatre anys el mateix dia que les eleccions provincials. Les últimes eleccions foren celebrades el 20 de març de 2019. Abans de la votació, el consell municipal envia a cada votant una llista de candidat, un paper de votació i detalls dels centres electorals locals.